# 260-269
De jaren 260-269 (van de christelijke jaartelling) zijn een decennium in de 3e eeuw.

## Belangrijke gebeurtenissen
Romeinse Rijk
- Het Romeinse Rijk lijdt nog steeds onder de Pest van Cyprianus en de crisis van de derde eeuw.
- Val van de Limes Germanicus. De Romeinen trekken zich terug uit de Agri decumates.
- De stad Glanum (Provincia Narbonensis) wordt verwoest door de Alemannen.
- De Slag bij Milaan vindt in 268 plaats tussen twee Romeinse legers. Keizer Gallienus wordt vermoord. Claudius Gothicus wordt de nieuwe keizer.
- Slag bij het Gardameer vindt plaats tussen de Alemannen en Romeinen, de Alemannen worden verslagen.

Griekenland
- De Goten en de Herulen vallen Griekenland binnen en verwoesten de steden Athene, Argos, Korinthe, Thebe en Sparta.
- Slag bij Naissus betekent een keerpunt in de Gotische Oorlog (248-268), de Goten worden verslagen.

Gallië
- Generaal Postumus roept zichzelf in 260 uit tot keizer en sticht het Gallische keizerrijk. Postumus wordt in 269 vermoord. Het Gallische keizerrijk valt uiteen.

Midden-Oosten
- Slag bij Edessa. Keizer Valerianus I wordt verslagen, gevangengenomen en gedood door Shapur I van Perzië. Deze wil de keizer laten opzetten om hem in zijn hoofdstad tentoon te kunnen stellen.
- Odaenathus, koning van Palmyra, verdrijft beetje per beetje de Sassaniden uit het Oost-Romeinse Rijk Hij gedraagt zich steeds onafhankelijker van Rome. Odaenathus sterft in 267, zijn vrouw Zenobia volgt hem op. Keizer Gallienus erkent haar niet. Het Palmyreense Rijk scheurt zich af.

Godsdienst
- Gallienus vaardigt een edict van tolerantie voor het christendom uit. Er breekt een tijdvak van vrijwel algehele tolerantie aan voor het christendom dat tot 302 zal duren. De kerk zal in deze tijd uitgroeien tot een machtsfactor van belang.

## Belangrijke personen
- Gallienus
- Claudius Gothicus
- Plotinus, grondlegger van het Neoplatonisme

<< · 260 · 261 · 262 · 263 · 264 · 265 · 266 · 267 · 268 · 269 · >>
<< · 200-209 · 210-219 · 220-229 · 230-239 · 240-249 · 250-259 · 260-269 · 270-279 · 280-289 · 290-299 · >>